# Angelo Peruzzi
Angelo Peruzzi (Blera, Província de Viterbo, Itàlia, 16 de febrer de 1970) és un exfutbolista italià que ocupava la posició de porter. Va ser internacional absolut per la selecció italiana de futbol en 31 ocasions, amb la qual es va proclamar campió del món l'any 2006. La seva època més prolífica la va passar a la Juventus FC i el seu últim equip va ser l'SS Lazio.

## Palmarès
- 3 Lliga italiana: 1994-95, 1996-97, 1997-98 (Juventus)
- 3 Supercoppa Italia: 1995, 1997 (Juventus) i 2000 (Lazio)
- 2 Coppa Italia: 1995 (Juventus) i 2004 (Lazio)
- 1 Copa de la UEFA: 1993 (Juventus)
- 1 Champions League: 1995-96 (Juventus)
- 1 Copa Intercontinental: 1996 (Juventus)
- 1 Supercopa d'Europa: 1996 (Juventus)
- 1 Copa del Món de futbol: 2006 (Itàlia)